# 印度刺鯧
印度刺鯧（學名：Psenopsis cyanea），為輻鰭魚綱鱸形目鯧亞目長鯧科的其中一種，發現於印度洋區，包括印度、葉門、索馬利亞海域，棲息深度179-300公尺，體長可達20公分，棲息在中層水域，成小群活動，可做為食用魚。

## 擴展閱讀
維基物種上的相關：印度刺鯧